# Eburia stroheckeri
Eburia stroheckeri es una especie de escarabajo longicornio del género Eburia, tribu Eburiini, familia Cerambycidae. Fue descrita científicamente por Knull en 1949.
Se distribuye por Estados Unidos.

## Descripción
La especie mide 18,3-21,7 milímetros de longitud. El período de vuelo ocurre en los meses de mayo y junio.